# Gmina Czarne
Die Gmina Czarne ['ʈ͡ʂarnɛ] ist eine Stadt-und-Land-Gemeinde im Powiat Człuchowski der Woiwodschaft Pommern in Polen. Ihr Sitz ist die gleichnamige Kleinstadt (deutsch Hammerstein; kaschubisch Czôrné) mit etwa 6000 Einwohnern.

## Geographie
Die Gemeinde liegt im ehemaligen Westpreußen, etwa zehn Kilometer ostsüdöstlich von Szczecinek (Neustettin) und 35 Kilometer westlich von Chojnice (Konitz). Zu den Gewässern gehört der Fluss Czernica (Zahne) und kleinere Seen (Draheimer Seenplatte).

## Partnerschaften
Es besteht eine Gemeindepartnerschaft mit der niedersächsischen Gemeinde Langlingen.

## Gliederung
Zur Stadt-und-Land-Gemeinde (gmina miejsko-wiejska) Czarne gehören die namensgebende Stadt 21 Ortschaften, die zehn Dörfern mit je einem Schulzenamt (sołectwo) zugeordnet sind (* = Schulzenamt):
| polnischer Name | deutscher Name   |
| --------------- | ---------------- |
| Biernatka *     | Bärenhütte       |
| Bińcze *        | Bärenwalde       |
| Czarne          | Hammerstein      |
| Domisław *      | Domslaff         |
| Domyśl          | Eggebrechtsmühle |
| Grabowiec       | Klein Hasselberg |
| Janowiec        | Hansfelderbrück  |
| Kijno *         | Marienhof        |
| Krzemieniewo *  | Krummensee       |
| Lędyczek Drugi  | Landeck II       |
| Łoża            | Loosen           |
| Malinowo        | Amalienruh       |
| Nadziejewo *    | Hansfelde        |
| Prądy           | Landeckermühle   |
| Raciniewo *     | Ruthenberg       |
| Sierpowo *      | Breitenfelde     |
| Sokole *        | Falkenwalde      |
| Wierzbnik       | Franzenhof       |
| Wronkowo        | Idashof          |
| Wyczechy *      | Geglenfelde      |
| Wygonki         | Zehnruthen       |